# Orchidee del Gargano
Il promontorio del Gargano, geograficamente separato dagli Appennini e proteso verso l'Europa orientale, rappresenta un hot spot di biodiversità per quanto riguarda la presenza di orchidee, di cui sono state censite oltre 80 specie differenti appartenenti a 17 generi.
Sono presenti numerosi endemismi dell'Italia centro-meridionale nonché alcuni endemismi esclusivi dell'area (cosiddetti endemismi puntiformi).

N.B. L'epoca di fioritura citata nelle schede sottostanti si riferisce al territorio della Riserva.
 Per informazioni più generali vedere le voci relative alle singole specie

## Anacamptis
(6 specie)
|  | Anacamptis collina (Banks & Sol. ex Russel) R.M.Bateman, Pridgeon & M.W.Chase, 1997 Sin.: Orchis collina (Banks & Sol. ex Russel) Fioritura: da febbraio ad aprile. Habitat: prati aridi, garighe, e radure di macchia. |
|  | Anacamptis coriophora subsp. fragrans (Pollini) R.M.Bateman, Pridgeon & M.W.Chase, 1997 Sin.: Orchis fragrans, Orchis coriophora subsp. fragrans Fioritura: da maggio a giugno. Habitat: prati aridi, garighe, e radure di macchia. |
|  | Anacamptis morio (L.) R.M.Bateman, Pridgeon & M.W.Chase, 1997 Sin.: Orchis morio L. Fioritura: da aprile a maggio. Habitat: prati assolati, radure di macchia e radure boschive. Alcuni autori hanno descritto una forma di colore più chiaro e con fusto più gracile come una specie a sé stante, denominata A. picta; recenti ricerche basate su marcatori molecolari sembrano contraddire, almeno per le forme presenti sul territorio italiano, tale inquadramento. |
|  | Anacamptis palustris (Jacq.) R.M.Bateman, Pridgeon & M.W.Chase, 1997 Sin.: Orchis palustris Jacq. Fioritura: da maggio a luglio. Habitat: zone umide e paludose. Il "Libro rosso delle piante d'Italia" classifica questa specie come vulnerabile (VU). |
|  | Anacamptis papilionacea (L.) R.M.Bateman, Pridgeon & M.W.Chase, 1997 Fioritura: da aprile a maggio Habitat: prati aridi, radure di macchia, pinete e radure di boschi. Presenti due varietà: - A. p. var. grandiflora - con fiore più grande e labello con striature purpuree. - A. p. var. rubra - con labello interamente colorato di rosso-porpora. |
|  | Anacamptis pyramidalis (L.) Rich., 1817 Sin.: Orchis piramidalis L. Fioritura: da maggio a giugno Habitat: prati aridi, radure di macchia Presente anche la varietà a fiori bianchi A. pyramidalis var. nivea P. Delforge. |

## Cephalanthera
(3 specie)
|  | Cephalanthera damasonium (Mill.) Druce, 1906 Fioritura: da maggio a giugno. Habitat: boschi di latifoglie. |
|  | Cephalanthera longifolia (L.) Fritsch, 1888 Fioritura: da aprile a giugno. Habitat: boschi di latifoglie.  |
|  | Cephalanthera rubra (L.) Rich., 1817 Fioritura: da maggio a luglio. Habitat: boschi di latifoglie.         |

## Coeloglossum
(1 specie)
|  | Coeloglossum viride (L.) Hartm., 1820 Fioritura: da maggio a giugno. Habitat: radure di boschi montani. |

## Dactylorhiza
(3 specie)
|  | Dactylorhiza maculata fuchsii (Druce ex Soó) Hyl., 1966 Fioritura: da maggio a luglio. Habitat: boschi di latifoglie.            |
|  | Dactylorhiza romana (Sebast.) Soó (1962) Fioritura: da aprile a maggio. Habitat: prati soleggiati, castagneti e radure boschive. |
|  | Dactylorhiza sambucina (L.) Soó, 1962 Fioritura: da aprile a maggio. Habitat: prati aridi, garighe, radure boschive.             |

## Epipactis
(7 specie)
|  | Epipactis helleborine (L.) Crantz, 1769 Fioritura: da giugno ad agosto. Habitat: boschi di latifoglie.                                                                              |
|  | Epipactis helleborine subsp. schubertiorum (Bartolo, Pulv. & Robatsch) Kreutz, 2004 Sin.: E. schubertiorum Fioritura: da luglio ad agosto. Habitat: sottobosco della Foresta Umbra. |
|  | Epipactis meridionalis H.Baumann & R.Lorenz, 1988 Fioritura: da luglio ad agosto. Habitat: sottobosco della Foresta Umbra.                                                          |
|  | Epipactis microphylla (Ehrh.) Sw., 1800 Fioritura: da maggio a luglio Habitat: sottobosco di latifoglie e leccete.                                                                  |
|  | Epipactis muelleri Godfery, 1921 Fioritura: da giugno a luglio. Habitat: sottobosco della Foresta Umbra.                                                                            |
|  | Epipactis palustris (L.) Crantz, 1769 Fioritura: da giugno a luglio Habitat: zone umide e paludose (Lesina, Cagnano Varano).                                                        |
|  | Epipactis purpurata Sm., 1828 Sin.: E. viridiflora Fioritura: da luglio ad agosto. Habitat: sottobosco della Foresta Umbra                                                          |

## Gymnadenia
(1 specie)
|  | Gymnadenia conopsea Fioritura: da maggio a giugno. Habitat: prati montani e radure boschive. Sul Gargano è presente anche la varietà albiflora, a fiori bianchi. |

## Himantoglossum
(2 specie)
|  | Himantoglossum hircinum Fioritura: Habitat: |

|  | Himantoglossum robertianum (Loisel.) P.Delforge, 1999 Fioritura: da gennaio ad aprile. Habitat: prati aridi, garighe e cigli dei sentieri. |

## Limodorum
(1 specie)
|  | Limodorum abortivum Fioritura: Habitat: L. abortivum f. rubrum |

## Listera
(1 specie)
|  | Listera ovata (L.) R.Br., 1813 Fioritura: da maggio a giugno. Habitat: boschi di latifoglie. |

## Neotinea
(4 specie)
|  | Neotinea lactea (Poir.) R.M.Bateman, Pridgeon & M.W.Chase, 1997 Sin.: Orchis lactea Poir. Fioritura: da marzo ad aprile. Habitat: pascoli, macchie e garighe.                              |
|  | Neotinea maculata (Desf.) Stearn , 1975 Fioritura: da marzo a maggio Habitat: prati erbosi, garighe e radure di macchia.                                                                   |
|  | Neotinea tridentata (Scop.) R.M.Bateman, Pridgeon & M.W.Chase, 1977 Sin.: Orchis tridentata Scop. Fioritura: da aprile a maggio. Habitat: prati aridi, macchie, pascoli e radure boschive. |
|  | Neotinea ustulata (L.) R.M.Bateman, Pridgeon & M.W.Chase, 1997 Sin.: Orchis ustulata L. Fioritura: da aprile a maggio. Habitat: pascoli, macchie e radure boschive.                        |

## Neottia
(1 specie)
|  | Neottia nidus-avis (L.) Rich., 1817 Fioritura: da maggio a luglio. Habitat: boschi di latifoglie e leccete. |

## Ophrys
(28 specie)
|  | Ophrys argolica subsp. biscutella (O. Danesch & E. Danesch) Kreutz, 2004 Sin. Ophrys biscutella O. Danesch & E. Danesch, 1970 Fioritura: da aprile a maggio. Habitat: prati aridi, garighe, macchie e radure boschive. Originariamente descritta come endemismo del Gargano, la specie è presente anche in Basilicata e Calabria. |
|  | Ophrys apifera Huds., 1762 Fioritura: da maggio a giugno. Habitat: radure boschive, macchie, pascoli e bordi stradali. |
|  | Ophrys araneola subsp. virescens (Philippe ex Gren.) Kreutz, 2004 Sin.: Ophrys virescens Philippe ex Gren. Fioritura: da aprile a giugno. Habitat: praterie, garighe e radure boschive. |
|  | Ophrys bertolonii Moretti, 1823 Fioritura: da aprile a maggio. Habitat: praterie, garighe e macchie. |
|  | Ophrys bertolonii subsp. bertoloniiformis (O. Danesch & E. Danesch) H. Sund., 1980 Sin. Ophrys bertoloniiformis O. Danesch & E. Danesch Fioritura: da aprile a maggio. Habitat: prati assolati, garighe e macchie, fino a 1000 m di altitudine. Descritta come endemismo del Gargano, è stata segnalata anche in Abruzzo. |
|  | Ophrys bombyliflora Link, 1799 Fioritura: da marzo a maggio. Habitat: praterie, garighe e radure boschive. |
|  | Ophrys exaltata Ten. Fioritura: da febbraio ad aprile. Habitat: praterie, garighe e radure boschive. |
|  | Ophrys exaltata subsp. archipelagi (Gölz & H.R.Reinhard) Del Prete , 1988 Sin. Ophrys archipelagi Gölz & H.R.Reinhard Fioritura: da marzo a maggio. Habitat: prati assolati, garighe, e radure di macchia Frequente sul Gargano, di cui in passato è stata considerata un endemismo, è stata segnalata anche in isolate stazioni di Abruzzo, Campania e Lazio.                                                                                             |
|  | Ophrys fusca subsp. fusca Link, 1799 Sin. Ophrys lupercalis Fioritura: da febbraio ad aprile. Habitat:radure boschive, pinete e macchie. |
|  | Ophrys fusca subsp. funerea (Viv.) Arcang., 1882 Sin. Ophrys funerea Viv. Fioritura: da marzo a maggio. Habitat: garighe, pascoli, macchie e radure boschive, da 0 fino a 1000 m di altitudine. |
|  | Ophrys fusca subsp. lucifera (Devillers-Tersch. & Devillers) Kreutz, 2004 Sin. Ophrys lucifera Fioritura: da marzo ad aprile. Habitat: garighe e macchia mediterranea. Descritta inizialmente come endemismo del Monte Argentario è risultata presente in molte altre località della Toscana (comprese alcune isole dell'Arcipelago toscano) oltreché sul Gargano (una sola stazione, scoperta nel 2002) e in Sicilia.                                     |
|  | Ophrys holosericea (Burm. f.) Greuter, 1967 Sin. Ophrys fuciflora (F.W.Schmidt) Moench Fioritura: da maggio a giugno. Habitat: garighe e boschi luminosi. |
|  | Ophrys holosericea subsp. apulica (O. Danesh & E. Danesh) Buttler, 1986 Sin. Ophrys apulica Fioritura: da aprile a maggio. Habitat: prati assolati, garighe, cespuglieti, radure di macchia. Considerata in passato entità esclusiva della Puglia, area geografica in cui è stata primitivamente descritta, è stata successivamente segnalata anche nelle Marche, in Molise, Abruzzo, Basilicata e Calabria; dubbia la presenza in Sicilia.                |
|  | Ophrys holosericea subsp. parvimaculata (O.Danesch & E.Danesch) O.Danesch & E.Danesch, 1975 Sin. Ophrys parvimaculata O.Danesch & E.Danesch Fioritura: da aprile a maggio. Habitat:macchie e leccete. |
|  | Ophrys incubacea Bianca ex Tod., 1842 Fioritura: da marzo a maggio. Habitat:praterie, pascoli, garighe e macchie. |
|  | Ophrys iricolor subsp. lojaconoi (P. Delforge) Kreutz, 2004 Sin. Ophrys lojaconoi P. Delforge Fioritura: da marzo a maggio. Habitat: garighe, prati di asfodeli e opuntia. Specie tipo O. iricolor non presente in Italia |
|  | Ophrys lacaitae Lojac., 1909 Fioritura: da maggio a giugno. Habitat: prati, pinete e radure di leccete. |
|  | Ophrys lutea subsp. lutea Cav., 1793 Fioritura: da aprile a maggio. Habitat: prati aridi, macchie, garighe e radure boschive. |
|  | Ophrys lutea subsp. minor (Tod.) O. Danesh & E. Danesh, 1975 Sin. Ophrys sicula Tod. Fioritura: da marzo a maggio. Habitat: prati aridi, garighe, macchie e radure boschive. Esemplari con estesa colorazione brunastra del labello sono stati in passato attribuiti a Ophrys lutea subsp. melena, endemismo greco. Attualmente gli esemplari italiani con queste caratteristiche vengono considerati come forme melanizzate di Ophrys lutea subsp. minor. |
|  | Ophrys lutea subsp. phryganae (Devillers-Tersch. & Devillers) Melki, 2000 Fioritura: da marzo a maggio. Habitat: pascoli, garighe, macchie e radure di leccete. |
|  | Ophrys passionis subsp. passionis Sennen ex Devillers-Tersch. & Devillers, 1994 Sin. Ophrys garganica Fioritura: da marzo a maggio. Habitat: prati assolati, garighe, radure boschive. Le popolazioni presenti sul Gargano sono state in passato descritte come O. garganica; studi recenti hanno mostrato la loro identità con O. passionis. |
|  | Ophrys promontorii O. Danesh & E. Danesh, 1971 Fioritura: da aprile a maggio. Habitat: prati assolati, garighe e radure di macchia. Descritta originariamente come endemismo del Gargano è stata successivamente segnalata anche in alcune stazioni di Lazio, Campania e Abruzzo. |
|  | Ophrys scolopax subsp. conradiae (Melki & Deschâtres) H.Baumann, Giotta, Künkele, R.Lorenz & Piccitto, 1995 Sin. Ophrys conradiae Melki & Deschâtres Fioritura: dalla fine di maggio a giugno. Habitat:pascoli asciutti, garighe e bordi di strade, con predilezione per i substrati calcarei. |
|  | Ophrys scolopax subsp. cornuta (Steven) E.G.Camus, 1908 Sin. Ophrys cornuta Steven Fioritura: da aprile a maggio. Habitat: radure boschive e pinete, fino a 1000 m. È una entità con areale centrato nel mediterraneo sud-orientale (penisola balcanica e Anatolia); la sua presenza in Italia è limitata al Gargano e alla Liguria (un'unica stazione nota).                                                                                              |
|  | Ophrys sipontensis R.Lorenz & Gembardt, 1987 Fioritura: da marzo ad aprile. Habitat: prateria mediterranea, gariga e macchia, da 10 m fino a 700 m di altitudine. Endemismo puntiforme dell'area di Siponto. |
|  | Ophrys speculum Link, 1800 Sin.: Ophrys ciliata Biv. Fioritura: da marzo ad aprile. Habitat: praterie, garighe, macchie. Sul Gargano sono note solo tre stazioni di fioritura: due a Mattinata e una a Vieste. |
|  | Ophrys sphegodes Mill., 1787 Fioritura: da marzo a maggio. Habitat: prati assolati, garighe, macchie e radure boschive. |
|  | Ophrys tenthredinifera Willd., 1805 Fioritura: da aprile a maggio. Habitat: praterie, pascoli, macchie e radure boschive. |

## Orchis
(6 specie)
|  | Orchis anthropophora (L.) All., 1785 Fioritura: da marzo a maggio. Habitat: prati aridi, garighe, macchie.                        |
|  | Orchis italica Poir., 1798 Fioritura: da aprile a maggio. Habitat: prati aridi, macchie, garighe e radure boschive.               |
|  | Orchis pauciflora Ten., 1811 Fioritura: da aprile a maggio. Habitat: prati aridi, garighe e radure boschive.                      |
|  | Orchis provincialis Balb. ex Lam. & DC., 1806 Fioritura: da aprile a maggio. Habitat: boschi di latifoglie, leccete e castagneti. |
|  | Orchis purpurea Huds., 1762 Fioritura: da maggio a giugno. Habitat: praterie, macchie, e radure boschive.                         |
|  | Orchis quadripunctata Cirillo ex Ten., 1811 Fioritura: da aprile a maggio. Habitat: prati e garighe a substrato calcareo.         |

## Platanthera
(2 specie)
|  | Platanthera bifolia (L.) Rich., 1817 Fioritura: da maggio a luglio. Habitat: sottobosco di latifoglie e leccete.        |
|  | Platanthera chlorantha (Custer) Rchb., 1829 Fioritura: da maggio a luglio. Habitat: sottobosco di latifoglie e leccete. |

## Serapias
(7 specie)
|  | Serapias bergonii E. G. Camus, 1908 Fioritura: da aprile a maggio. Habitat: prati, macchie e radure boschive; fino a 1000 m di altitudine. |
|  | Serapias cordigera L., 1753 Fioritura: da aprile a giugno. Habitat: prati, cespuglieti, garighe, macchie e radure boschive; da 100 a 1000 m di altitudine.                                                                                                   |
|  | Serapias lingua L., 1753 Fioritura: da aprile a giugno. Habitat: prati, garighe, macchie, oliveti e radure boschive; da 0 a 1000 m di altitudine. |
|  | Serapias orientalis subsp. apulica H.Baumann & Künkele, 1989 Sinonimo: Serapias apulica Fioritura: da aprile a maggio. Habitat: garighe, macchie, pascoli, uliveti, da 0 a 300 m di altitudine. Endemica della Puglia, ove è presente dal Gargano al Salento |
|  | Serapias parviflora Parl., 1837 Fioritura: da marzo a maggio. Habitat: prati, garighe, pascoli, macchie e radure boschive; fino a 1000 m di altitudine. |
|  | Serapias politisii Renz, 1928 Fioritura: da aprile a maggio. Habitat: macchie, garighe e radure boschive; fino a 600 m di altitudine. |
|  | Serapias vomeracea (Burm. f.) Briq., 1910 Fioritura: da aprile a giugno. Habitat: margini delle strade, prati aridi, garighe, pascoli eradure boschive, da 0 fino a 1000 m di altitudine.                                                                    |

## Spiranthes
(1 specie)
|  | Spiranthes spiralis (L.) Chevall., 1827 Fioritura: da settembre ad ottobre. Habitat: praterie, macchie e radure boschive. |